# 前利神社
前利神社（さきとじんじゃ）は、愛知県丹羽郡扶桑町にある神社。
神社の本殿は前方後円墳の上にあるという。

## 歴史
創建時期は不明。この地の有力者であった前刀連（丹羽臣）が祖神の神八井耳命を祀った神社という。延喜式神名帳に従三位上前利天神とある。旧斎藤村は和名抄に前刀と書かれ、1608年（慶長13年）の検地帳にも前刀村と記されている。また、続日本紀に「841年（承和8年）四月乙巳前刀連氏賜姓県連神八井命之後云々」とあり、この氏益の本居がこの地であったということから、県主前利連の氏神であるとされる。「県屋敷」「県夕」という地名が郷中に残っている。
江戸時代には尾張藩徳川家の信仰を受けており、1870年（明治3年）10月には徳川慶勝が自ら参拝し、「前利神社」と扁額に揮毫し奉納していることなど格式高い神社であった。また前利氏に関係ある豪族の古墳の上に建てられた神社にも伝えられている。
1872年（明治5年）に郷社となり、1877年（明治10年）に郷社に改称する。1935年（昭和10年）に社殿を新築し、1938年（昭和13年）県社になる。
2016年（平成28年）4月1日未明、放火により神社本殿約400平方メートルが全焼。2019年（令和元年）10月30日に再建。新社殿は本殿約7㎡と拝殿約40㎡。再建費は約1億1,000万円で、地域の1,107人が寄せた5,000万円超と保険金を充てた。

## 祭神
- 神八井耳命( かみやいみみのみこと )

## 神塚跡
斎藤の県夕にあって、橿塚、椿塚の二つの塚になっていた。この塚は往古県主連氏益の邸内にあって、中世に入ってから県連に由緒ある社宮神、福之宮を祭っていたと伝えられる。明治維新の際に前利神社の境内に移して、今は末社となっている。この塚は県主連氏益の近親者の古墳ではないかと言われている。

## その他
扶桑町の大字斎藤の名前の由来とされている。斎藤は古代、前利（さきと）または前刀（さきと）と呼んだ地である。いつごろから斎藤と呼ぶようになったかは明らかでないが、江戸時代には斎藤と呼ぶようになったとされている。江戸時代に疫病が広がった際、神社と村名が同じであるための神の怒りと考え、前利を斎藤に改めたという伝承も残る。また、少し以前にはさきとの神社とも呼ばれていた。

## 所在地
- 愛知県丹羽郡扶桑町斎藤宮添3
  - 扶桑町立扶桑中学校の北西、約500m。

## 文化財
- 前利神社掛軸：徳川慶勝揮毫　扶桑町指定有形文化財（書跡）[7]

## 交通機関
- 名鉄犬山線 扶桑駅より徒歩で約15分。